# 요나가 츠바사
요나가 츠바사(일본어: 代永 翼, 1984년 1월 15일 ~ )는 일본 가나가와현 출신의 켄 남성 성우이다. 소속사는 켄 프로덕션이다. 소년 연기를 맡는 일이 많다. 2015년 5월 4일 같은 사무소의 니시가키 유카와 결혼했다.

## 인물
독특한 목소리 때문에 초등학교 6학년 시절 선생님에게 성우라는 직업을 소개받은 것이 성우가 되는 계기가 되었다. 동경 미디어 아카데미 성우 보컬과를 졸업 후, 스쿨듀오에 입소하였다. 데뷔 1년차가 주인공을 맡는 일은 드문 일이지만 2007년 《크게 휘두르며》와 《기신대전 기간틱 포뮬러》 의 주인공으로 캐스팅 되었다. 2008년 제 2회 성우 어워드에서 《크게 휘두르며》의 미하시 렌 역으로 신인 남우상을 수상하였다.
- 형제 자매는 누나와 여동생이 있다.
- 카지 유우키와 〈BRAVE WING〉이라는 유닛을 하고 있다.
- 고등학교 시절에는 연극부에 속해 있었다. 응원단에 들어가 여름 일본 전국 고등학교 야구 선수권 대회 응원을 한 경험도 있다.
- 돌고래를 좋아해 조련사가 되려고 망설이던 시기도 있었다고 한다.
- 노래방을 좋아하며 좋아하는 만화는 《우시오와 토라》

## 에피소드
- 라디오 첫 출연은 《마나와 웃치의 기간틱☆4U》제 19회·20회에 게스트로 출연. 하지만 그 뒤에는 《크게 휘두르며》에 출연한 영향(주로 방송 선전)때문에 라디오 게스트로 불릴 때는 대부분 나카무라 유이치와 함께였다. 하지만 《인터넷 라디오 히야마 노부유키의 아니메지유》에 단독 출연을 달성하였다.
- 〈TBS 아니메페스타 2007〉에서《크게 휘두르며》에서 공연한 나카무라 유이치와 역할을 바꿔 연기하였는데 양자 모두 훌륭히 연기해 내 이벤트 장에 있던 사람들에게 박수 갈채를 받았다.
- 한 때 하로(건담 시리즈에 등장하는 소형 로봇)를 모으는데 심취해 있었는지, 자택에는 여러 종류의 하로가 존재한다.

## 출연작
※굵은 글씨는 주연·메인 캐릭터

### TV 애니메이션
2007년
- ef - a fairy tale of the two. (부원 A#2・3・12)
- 크게 휘두르며 (미하시 렌)
- 오버 드라이브 (소년)
- 기신대전 기간틱 포뮬러 (스와 신고)
- 결계사 (급우 #19)
- 현시연 2 (남A, 남L)
- 캐릭캐릭 체인지 (야마다 #5)
- 체포하겠어 풀 스로틀 (우치다, 불량, 소년)
- NANA (학생, 40화)
- 노다메 칸타빌레 (노다 요시타카, 22화)
- 미나미가(소년A, 남자 A)
- 샤먼 시스터즈 ((카마이타치의 부하#10)
- 완간 미드나이트 (하라다)

2008년
- 못말리는 3공주 (유원지 오빠 #33)
- 카오스;헤드 (장군)
- 사후편지 (마치야 쇼타)
- 캐릭캐릭 체인지 두근! (야마다)
- S.A 스페셜 에이 (야마모토 쥰)
- 웹 고스트 PIPOPA (마츠시타 슈조)
- 배틀 프시리츠 소년돌파 바신 (학생D #3)
- 뱀부 블레이드 (후지무라)
- 블리치 (칸노기 슈)
- 날아라 방울방울 친구들 아핫☆ (히카루 #39)
- 페르소나 트리니티 소울 (구스 와카사, 구스 시바)
- 마카데미 왓쇼이!(코쇼)
- Mission-E (마오리의 동생)
- 월드 디스트럭션 (남자아이 #9)

2009년
- 내일의 요이치! (소년 B)
- 아라도 전기 슬랩업 파티 (카곤 #15・22 - 26)
- 다인 사가 (레무스)
- 바보 남매(청춘단C #10)
- 완소! 퍼펙트 반장 (内木謝意男)
- 캐릭캐릭 체인지 두근 (키리시마 휴우키)
- 학생회의 일존 (남자학생 #2)
- 웹 고스트 PIPOPA (사원 #45)
- 첫사랑 한정 (남자부원B #9)
- 배트맨 더 브레이브 앤드 더 볼드 (블루 비틀/ 하이메 레이에스)
- 꿈빛 파티시엘 (하나부사 사츠키)

2010년
- 언젠가는 대마왕 (미와 히로시)
- MM! (히무라 유키노죠)
- 크게 휘두르며 ~여름대회편~ (미하시 렌)
- 스티치! 새로운 모험 (한스)
- 스티치! 영원히 최고의 친구들 (팀메이트, 스왓바)
- 닌자보이 란타로 (모로이즈미 손나몽 2대)
- 노다메 칸타빌레 피날레 (노다 요시타카)
- 메탈파이트 베이블레이드 폭 (다무레)
- 꿈빛 파티시엘 SP 프로패셔널 (하나부사 사츠키, 나르시)

2011
- 카드파이트!! 뱅가드 (센도 아이치)
- 우리들에게 날개는 없다 (나레이션)

2012
- 페어리 테일 (루퍼스 로어)
- 원피스 (보빈)

2013
- Free! (하즈키 나기사)
- 혁명기 발브레이브 (플루)
- 겁쟁이 페달 (마나미 산가쿠)
- 노래의☆왕자님♪ 진심 LOVE 2000% - (미카도 나기)
- 이나즈마 일레븐 Go 갤럭시 (미나호 카즈토)
- 치하야후루 2 (코마노 츠토무)

2014
- Free! Eternal Summer (하즈키 나기사)
- LOVE STAGE! (세나 이즈미)
- 겁쟁이 페달 Grande Road (마나미 산가쿠)
- 흐린 하늘에 웃다 (쿠모 츄타로)
- 기동전사 건담씨 (아무로 레이)
- 하이브리드 차일드 - (유즈)

### 인터넷 애니메이션
- 망념의 잠드 (하코베 #24)

### OVA
- CLUSTER EDGE Secret Episode (학생)
- 한정소녀 (남자 A)
- 쓰르라미 울 적에 례 (오타쿠A)
- 모형전사 건프라빌더즈 비기닝G (이레이 하루)
- 꿈빛 파티시엘 가슴쿵♥트로피컬 아일랜드! (하나부사 사츠키)

### Web 애니메이션
- 망념의 잠드 (하코베, 24화)

### 극장판 애니메이션
- 예전부터 계속 좋아했어: 고백실행위원회
- 극장판 일곱 개의 대죄: 천공의 포로 - 소라다
- 흐린 하늘에 웃다 외전 벚꽃, 천망의 가교

### 게임
- 카오스;헤드 (장군)
- Starry☆Sky 〜in Summer〜 Portable (코구마 신야)
- 도쿄 야마노테 보이즈 (모모세 아유무)
- 비타민 Z 시리즈 (타치바나 야쿠모)

- 비타민 Z
- 비타민 Z 레볼루션

- 오와왕와오테일즈 오브 엑실리아 (쥬드 마티스)
- 로얄즈 ~사랑스러운 왕자님~ (에리어스 마누구스)
- 월드 플리퍼 (소시로)